# Union, Connecticut
Union är en kommun (town) i Tolland County i delstaten Connecticut, USA med 854 invånare (2010). Den har enligt United States Census Bureau en area på 77,2 km².

## Kända personer från Union
- Ebenezer Stoddard, politiker